# Lycée d'excellence de Niamey
 (mars 2019).
Le lycée d'excellence de Niamey est un établissement public d'enseignement secondaire, situé au quartier Bassora, au nord-est du Centre de Formation de la Garde Nationale du Niger, depuis 2019.

## Histoire
Le lycée d'excellence de Niamey a été fondé par Ibrahim Baré Maïnassara en 1996 dans le but de doter la Nation nigérienne d'une élite dans le domaine civil, à la suite de la création du réseau des Prytanées militaires.
À la création du lycée, il fut décidé de l'installer au sein de l'EMIG provisoirement avant de rejoindre leurs locaux aux quartier Bassora en 2019.  

## Conditions d'accès
Un concours donne accès à la classe de seconde aux candidats ayant une moyenne supérieure ou égale à 13/20 en classe de 3e.

## Résultats au baccalauréat
| 2018 | 100 %   |
| 2017 | 100 %   |
| 2016 | 97,50 % |
| 2015 | 100 %   |
| 2014 | 100 %   |
| 2013 | 100 %   |
| 2012 | 100 %   |
| 2011 | 100 %   |
| 2010 | 100 %   |
| 2009 | 100 %   |
| 2008 | 100 %   |